# Qaḑā' ad Dīsah
Qaḑā' ad Dīsah (arabiska: قضاء الديسة) är en kommun i Jordanien.   Den ligger i guvernementet Akaba, i den södra delen av landet, 280 km söder om huvudstaden Amman.